# Dara-ye Suf (distrikt)
Dara-ye Suf var ett distrikt i Afghanistan, i provinsen Samangan, i den norra delen av landet, 230 kilometer nordväst om huvudstaden Kabul.
Dara-ye Suf delades upp i de två distrikten Dara-ye Suf-e Bala (Övre Dara-ye Suf) och Dara-ye Suf-e Payin (Nedre Dara-ye Suf).